# Buxières-lès-Villiers
Buxières-lès-Villiers település Franciaországban, Haute-Marne megyében. Lakosainak száma 219 fő (2022. január 1.). Buxières-lès-Villiers Euffigneix, Semoutiers-Montsaon, Villiers-le-Sec, Autreville-sur-la-Renne és Bricon községekkel határos.

## Népesség
A település népességének változása:
| Lakosok száma | 100  | 127  | 162  | 226  | 202  | 184  | 195  | 197  | 198  | 219  |
|               | 1968 | 1982 | 1990 | 2006 | 2013 | 2015 | 2017 | 2019 | 2020 | 2022 |